# یواس‌اس فورمو (دی‌یی-۵۰۹)
یواس‌اس فورمو (دی‌یی-۵۰۹) (به انگلیسی: USS Formoe (DE-509)) یک کشتی بود که طول آن ۳۰۶ فوت (۹۳ متر) بود. این کشتی در سال ۱۹۴۴ ساخته شد.